# Joe Heaney
Joe Heaney (irisch Seosamh Ó hÉanaí, * 15. Oktober 1919 in Carna, Connemara; † 1. Mai 1984 in Seattle) war ein irischer Folkmusiker, der sein Leben dem Sean-nós-Gesang widmete, einer traditionellen Gesangsform des irischsprachigen Irlands.

## Leben
Der Folkmusiker Joe Heaney wurde 1919 in Carna, einem Dorf in Connemara in der irischen Grafschaft Galway, geboren. 
Einen Großteil seines Erwachsenenlebens verbrachte er im Ausland und lebte in England, Schottland und New York. Während dieser Aufenthalte in anderen Ländern nahm Heaney Hunderte von Liedern auf. Die meisten dieser Lieder erzählten von seiner Kindheit und Jugend in Carna. 
Über diese Zeit in Carna sagte Heaney, er habe im Alter von fünf Jahren angefangen zu singen, seine Schüchternheit habe ihn jedoch davon abgehalten, in der Öffentlichkeit zu singen. Erst im Alter von 20 Jahren änderte Heaney  sein Verhalten. Er erhielt ein Stipendium an einer Schule in Dublin, hatte Auftritte in Pubs, unter anderem im O’Donoghue’s Pub, und gewann den ersten und zweiten Preis bei einem nationalen Gesangswettbewerb. 
1949 ging Heaney nach London, wo er als Bauarbeiter tätig war, in der Folkmusikszene verkehrte und mit den Labels Topic Records und Gael Linn Aufnahmen machte. In London starb auch seine Frau an Tuberkulose, mit der er sechs Jahre lang verheiratet war. 
1965 folgte Heaney einer Einladung des Newport Folk Festivals. Nachdem er in Newport gesungen hatte, beschloss er, in die USA zu ziehen und sich in New York niederzulassen. Später arbeitete Heaney bis zu seinem Tod im Jahr 1984 an verschiedenen Universitäten, zuletzt an der University of Washington in Seattle. Jedes Jahr findet ihm zu Ehren in Carna ein Gedenkfestival statt, das The Féile Chomórtha Joe Éinniú (in Englisch Joe Heaney Commemorative Festival) heißt. 
Eine Biografie über Heaney wurde von Liam Mac Con Iomaire geschrieben. Der Regisseur Pat Collins widmete Heaney 2017 mit Song Of Granite eine Filmbiografie.

## Rezeption
- Joe Heaney: Sing the Dark Away von Michael Davitt, Radio Telefís Éireann, 1996
- Song Of Granite, Filmbiografie von Pat Collins, 2017